# Enoplus mammillatus
Enoplus mammillatus is een rondwormensoort uit de familie van de Enoplidae. De wetenschappelijke naam van de soort is voor het eerst geldig gepubliceerd in 1959 door Timm.